# ヨランド・ド・シャティヨン
ヨランド・ド・シャティヨン（フランス語：Yolande de Châtillon, 1221年 - 1254年）またはヨランド・ド・ヌヴェール（フランス語：Yolande de Nevers）は、ヌヴェール伯領、トネール伯領およびオセール伯領の相続人。ブルボン領主アルシャンボー9世と結婚した。

## 生涯
ヨランドはサン＝ポル伯ギー2世とヌヴェール、トネールおよびオセール伯領の女子相続人アニェス・ド・ドンジーの娘である。
母アニェスは1225年に死去し、父ギー2世はその翌年にアヴィニョンの包囲で戦死した。そこで母方の祖母マティルド・ド・クルトネーがヨランドと兄でヌヴェール伯、トネール伯およびオセール伯のゴーシェを引き取って育てた。
ヨランドはブルボン領主ブルボン領主アルシャンボー9世と結婚し、2女が生まれた。
- マティルド（1234年頃 - 1262年） - 1248年にブルゴーニュ公ユーグ4世の息子ウードと結婚
- アニェス（1237年 - 1288年） - 1248年にジャン・ド・ブルゴーニュ（ウードの弟）と結婚、1277年にアルトワ伯ロベール2世と再婚した。

1248年、フランス王ルイ9世の第7回十字軍に参加する夫アルシャンボー9世に従った。アルシャンボー9世は1249年1月22日にキプロス王国で、十字軍内で流行した伝染病により病死した。そこでヨランドは夫の遺体とともにフランスに戻った。
兄ゴーシェが1250年に死去し、ヨランドはヌヴェール女伯、トネール女伯およびオセール女伯となった。1254年にヨランドは死去し、長女マティルドはヨランドの伯位を、次女アニェスがブルボン領をそれぞれ継承した。